# Hochschule Clara Hoffbauer Potsdam
Die Hochschule Clara Hoffbauer Potsdam (HCHP; bis 2022 Fachhochschule Clara Hoffbauer Potsdam) war eine staatlich anerkannte Hochschule (University of Applied Sciences) in der Stadt Potsdam in Brandenburg. Träger der Hochschule war die Evangelische Hochschule Potsdam gGmbH. Die Hochschule entstand aus der zwischen 2011 und 2016 bestehenden Vorgängereinrichtung Hoffbauer Berufsakademie. Zum 1. April 2024 stellte sie den Betrieb ein.

## Geschichte
Vorgängereinrichtung war die Hoffbauer Berufsakademie. Diese wurde gemeinsam von der Hoffbauer gGmbH, Birgit Jank und der Musikschule Bertheau & Morgenstern als Hoffbauer Berufsakademie gGmbH gegründet. Ihren Lehrbetrieb nahm die Berufsakademie 2011 auf.
Aus der Berufsakademie entwickelte man die Hochschule. Als Trägerin dieser wurde die Evangelische Hochschule Potsdam gGmbH gegründet. 2015/16 wurde die Hochschule durch den Wissenschaftsrat geprüft und schließlich akkreditiert. Sie erhielt den Namen Clara Hoffbauers (1830–1909), der Stifterin der Hoffbauer-Stiftung. An der Fachhochschule wurden duale Studiengänge mit dem Abschluss Bachelor in sozialen Handlungsfeldern etabliert. Den Lehrbetrieb nahm die Hochschule 2016 auf. 2019 wurde Christiane Gerischer als Hochschulpräsidentin Leiterin der Fachhochschule. Von 2020 bis 2023 war Sandra Niebuhr-Siebert Präsidentin der Hochschule. Bis Ende 2022 hieß die Hochschule Fachhochschule Clara Hoffbauer (FHCHP).  Anfang 2023 war Karsten Kiewitt Präsident der Hochschule.

## Studium
Der zu erwerbender Abschluss war der Bachelor of Arts. Weiterführende Masterstudiengänge waren (Stand Februar 2023) nicht etabliert. Ab Herbst 2023 startete der konsekutive Masterstudiengang Internationale Soziale Arbeit und Friedensbildung. Studiendauer bis zum Bachelor war drei Jahre. 2019 wurden vier praxisintegrierte duale Studiengänge angeboten:
- Bewegungspädagogik und Tanz in Sozialer Arbeit
- Musikpädagogik und Musikvermittlung in Sozialer Arbeit
- Sprachpädagogik und Erzählende Künste in Sozialer Arbeit
- Medienbildung und pädagogische Medienarbeit[9]

Studenten der HCHP schlossen eigenverantwortlich mit einer Praxiseinrichtung einen Ausbildungsvertrag, der eine sozialversicherungspflichtige Anstellung, eine Praxiszeit von mindestens 14 Wochenstunden und eine Ausbildungsvergütung von mindestens 520 Euro beinhalten musste. Die 520 Euro entsprachen den monatlichen Studiengebühren an der Hochschule. Die Suche nach Praxiseinrichtungen unterstützte die Hochschule.

## Standorte
Der Campus der Hochschule befand sich auf der Halbinsel Hermannswerder, auf dem mehrere Bildungs- und Sozialeinrichtungen der Hoffbauer-Stiftung angesiedelt sind. Räumlichkeiten für den Instrumentalunterricht befanden sich in der Musikschule Bertheau & Morgenstern, Atelierräume für Tanzunterricht im Potsdamer Waschhaus.

## Trägerin
Trägerin der Hochschule Clara Hoffbauer Potsdam war die Evangelische Hochschule Potsdam gGmbH. Satzungsgemäß ist ihr Auftrag die Förderung von Bildung, Wissenschaft und Forschung. Die Evangelische Hochschule Potsdam war Tochtergesellschaft der 1901 gegründeten und rechtlich selbstständigen kirchlichen Stiftung Hoffbauer-Stiftung, deren Gründer Clara Hoffbauer war. Weitere Gesellschafterinnen waren Birgit Jank und die Musikschule Bertheau & Morgenstern.
Die Hoffbauer-Stiftung kooperiert nach Schließung der Hochschule Clara Hoffbauer Potsdam mit der HSD Hochschule Döpfer.